# من معتاد شده‌ام
«من معتاد» ترانه‌ای از هنرمند اهل ایالات متحده آمریکا مدونا است. این ترانه در آلبوم ام‌دی‌ان‌ای قرار داشت.